# Чжан Имэн
Чжан Имэн (кит. трад. 張益萌, упр. 张益萌, пиньинь Zhāng Yìméng; род. 22 октября 1983, Мэйгу, Сычуань) — китайская хоккеистка на траве, вратарь. Серебряный призёр летних Олимпийских игр 2008 года, участница летних Олимпийских игр 2004 и 2012 годов, двукратная чемпионка летних Азиатских игр 2006 и 2010 годов.

## Биография
Чжан Имэн родилась 22 октября 1983 года в китайском уезде Мэйгу Ляншань-Ийского автономного округа провинции Сычуань.
Играла в хоккей на траве за команду провинции Сычуань.
В составе женской сборной Китая дважды выигрывала золотые медали хоккейных турниров летних Азиатских игр: в 2006 году в Дохе и в 2010 году в Гуанчжоу.
В 2004 году вошла в состав женской сборной Китая по хоккею на траве на летних Олимпийских играх в Афинах, занявшей 4-е место. Играла на позиции вратаря, провела 1 матч.
В 2006 году участвовала в чемпионате мира в Мадриде, где китаянки заняли 10-е место.
В 2008 году вошла в состав женской сборной Китая по хоккею на траве на летних Олимпийских играх в Пекине и завоевала серебряную медаль. Играла на позиции вратаря, провела 7 матчей.
В 2012 году вошла в состав женской сборной Китая по хоккею на траве на летних Олимпийских играх в Лондоне, занявшей 6-е место. Играла на позиции вратаря, провела 6 матчей.
Трижды выигрывала медали Трофея чемпионов — серебро в 2003 году в Сиднее и в 2006 году в Амстелвене, бронзу в 2005 году в Канберре.